# Tijdverruiming
Tijdverruiming of tijdvertraging is een literaire term voor verhaalanalyse, met de betekenis dat de verteltijd groter is dan de vertelde tijd.